# Hello Bank (Österreich)
Hello Bank (Eigenschreibweise Hello bank!, bis zum 20. Juli 2015 direktanlage.at) war ein österreichisches Kreditinstitut. Seit dem 1. Dezember 2021 war das Unternehmen ein Teil der BAWAG und unterhielt Kundenzentren in Graz, Innsbruck, Linz, Salzburg und in Wien. Laut Eigenaussage war sie Marktführer im Online Brokerage mit rund 80.000 Kunden.

## Geschichte

### direktanlage.at
Die Bank wurde 1995 von der damaligen Salzburger Kredit- und Wechsel-Bank und dem langjährigen Vorstandsvorsitzenden (CEO) Ernst Huber gegründet, das Online-Trading wurde 1998 eingeführt. 2000 startete man den Bereich Business-to-Business. Im gleichen Jahr wurde die erste Filiale eröffnet. Die volksbankdirekt.at-Kunden wurden 2001 übernommen. Die deutsche DAB Bank übernahm die Direktanlage 2002. Ab 2004 wurde das Sparbuch, 2005 das Girokonto eingeführt. Das Kerngeschäft der Hello bank! spezialisierte sich auf das Wertpapiergeschäft (Online Brokerage). Die Direktbank führte für Privat- und Geschäftskunden jährlich mehr als 1 Million Wertpapiertransaktionen durch und war laut Eigenaussage in diesem Segment Marktführer in Österreich mit dem größten unabhängigen Produktangebot. Ab dem 17. Dezember 2014 war die Bank Teil der französischen BNP-Paribas-Gruppe.

### Hello bank!
Am 20. Juli 2015 erfolgte die Umbenennung der Bank von direktanlage.at zu Hello bank!. Die Marke Hello bank! existierte bereits für Onlinebanken der BNP Paribas in Frankreich, Italien und Belgien. Durch die Umbenennung wurde die Bank dieser Marke angeglichen, behielt aber eine eigene Banklizenz. Im Zuge der Namensänderung wollte man laut Vorstandsvorsitzendem die Produktpalette erweitern und die volle Bandbreite der Bank- und Finanzdienstleistungsgeschäfte anbieten.
Im August 2017 wurde bekannt, dass die Bank ihre Banklizenz zurücklegt, aus der Hello bank! wurde ab 1. Oktober 2017 eine Niederlassung der BNP Paribas, der Name Hello bank! wurde als Marke der BNP Paribas beibehalten.
Am 1. Dezember 2021 wurde die Marke Hello Bank und deren Geschäftsaktivitäten von der BAWAG Group übernommen. Die Übernahme brachte den vollständigen Wechsel zu deren Marke easybank mit sich.